# Hylophilus griseiventris
El verdillo pechilimón (Hylophilus griseiventris) es una especie —o el grupo de  subespecies Hylophilus thoracicus griseiventris/aemulus, dependiendo de la clasificación considerada— de ave paseriforme de la familia Vireonidae perteneciente al  género Hylophilus. Es nativo de América del Sur.

## Distribución y hábitat
Se distribuye por el sureste de Colombia, este de Ecuador, este de Perú, norte de Bolivia, norte y oeste de la Amazonia en Brasil, este de Venezuela, Guyana, Surinam y Guayana francesa.
Esta especie es considerada poco común, y de alguna forma, local, en su hábitat preferencial de dosel y bordes de selvas húmedas, en bosques secundarios y bajos y también en restingas hasta los 1000 m s. n. m. de altitud.

## Sistemática

### Descripción original
La especie H. griseiventris fue descrita por primera vez por los ornitólogos alemanes Hans von Berlepsch y Ernst Hartert en 1902 bajo nombre científico de subespecie Hylophilus thoracicus griseiventris; su localidad tipo es: «Suapure, río Caura, Venezuela.»

### Etimología
El nombre genérico masculino Hylophilus se compone de las palabras del griego «hulē»: ‘bosque’, y «philos»: ‘amante’; y el nombre de la especie «griseiventris» se compone de las palabras del latín «griseus»: gris, y «ventris, venter»: vientre.

### Taxonomía
La presente especie es tradicionalmente tratada como un grupo de subespecies de Hylophilus thoracicus, sin embargo, las clasificaciones Birdlife International y Aves del Mundo la consideran una especie separada , con base en el color carne amarillento de las patas y el pico, y no gris; el vientre blanco grisáceo y no blanco; los lados de la cabeza amarillo verdosos y no gris blancuzco; la corona gris puro y no pardo oliva grisáceo; la cola significativamente más corta; y diferencias de vocalización.

### Subespecies
Se reconocen dos subespecies, con su correspondiente distribución geográfica:
- Hylophilus griseiventris aemulus (Hellmayr, 1920) - sureste de Colombia, este de Ecuador, este de Perú y norte de Bolivia.
- Hylophilus griseiventris griseiventris Berlepsch & Hartert, 1902 - este de Venezuela (Bolívar), las Guayanas y norte de Brasil (al sur hasta el alto río Purús en el oeste y hasta el río Amazonas en el este).